# 章党镇
章黨镇，是中华人民共和国辽宁省抚顺市东洲区下辖的一个乡镇级行政单位。

## 行政区划
章党镇下辖以下地区：
营盘社区、邱家村、上章党汉族村、上章党朝鲜族村、黄金村、石门岭村、驿马村、营盘村、榆树村、高丽村、洼子伙洛村、二伙洛村和万金屯村。